# Geranium pusillum
Geranium pusillum es una especie perteneciente a la familia de las geraniáceas.

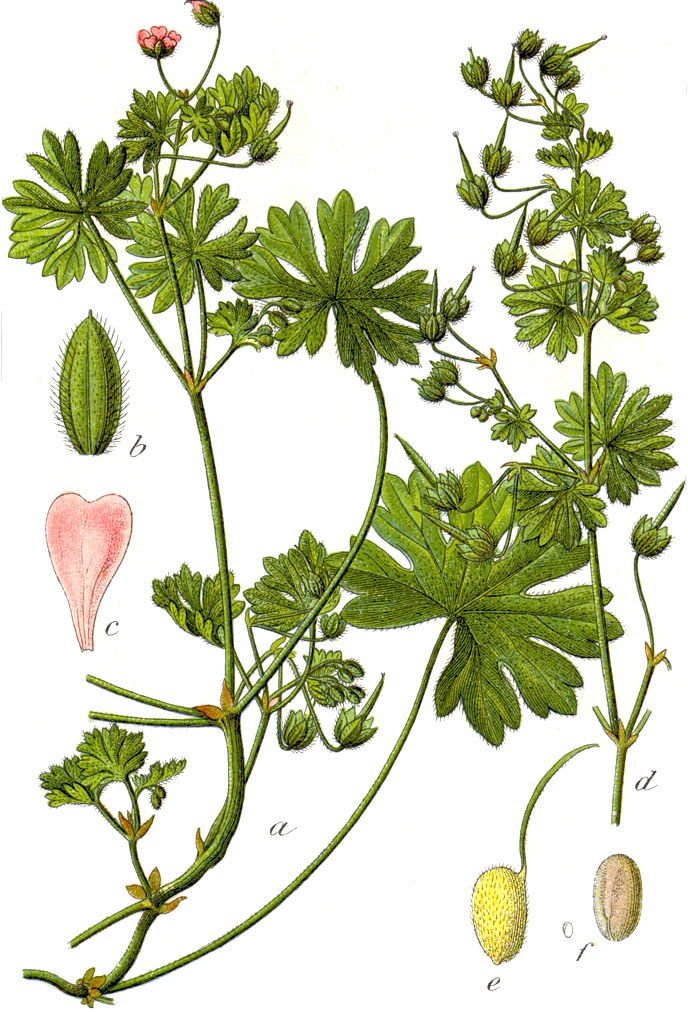
Ilustración

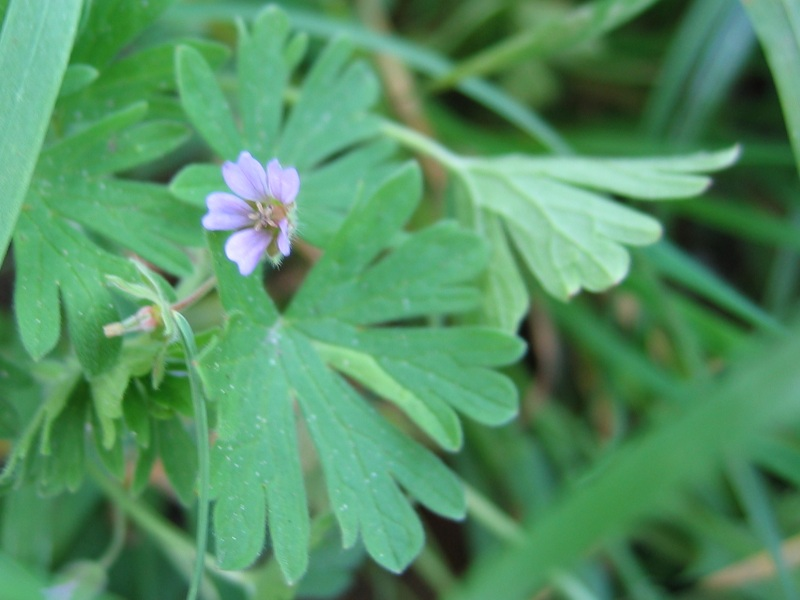
Vista de la hoja

## Descripción
Es como Geranium molle pero con flores más pequeñas, de pétalos lila pálido de 2-4 mm, y sépalos aproximadamente de 4 mm; 3-5 estambres estériles, sin anteras. Fruto peloso, sin crestas transversales. Florece en primavera y verano. 

## Hábitat
Habita en zonas baldías y en campos de cultivo. Crece en acantilados, colinas áridas y campos.

## Distribución
Se produce desde Europa excepto en Islandia a Asia Central, India, Irak y África. 

## Taxonomía
Geranium pusillum fue descrita por Carlos Linneo y publicado en Systema Naturae, Editio Decima 2: 1144. 1759.
Etimología
Geranium: nombre genérico que deriva del griego:  geranion, que significa "grulla", aludiendo a la apariencia del fruto, que recuerda al pico de esta ave.
pusillum: epíteto latino que significa "muy pequeña".
Sinonimia
- Geranium circinatum Kanit
- Geranium delicatulum Ten. & Guss.
- Geranium divaricatum var. tenuisectum Sennen
- Geranium dubium Chaix
- Geranium humile Cav.
- Geranium x hybridum Hausskn.
- Geranium multiflorum Lang ex Schur
- Geranium parviflorum var. humile (Cav.) Chevall.
- Geranium parviflorum Chevall.
- Geranium parviflorum Curtis
- Geranium pseudopusillum Schur
- Geranium elatum Picard
- Geranium malvifolium Scop.
- Geranium schrenkianum Trautv. ex Becker[4]

## Nombre común
- Castellano: aguja de Salamanca, geranio silvestre, pico de cigüeña.[5]